# Revolutionsetyden

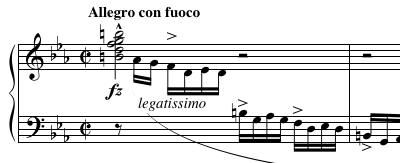
Etydens öppning.

Revolutionsetyden (lyssna (fil)) i c-moll, op. 10 (nr. 12), är en etyd av Frédéric Chopin, som skrevs i samband med Warszawas fall, när den polska resningen efter julirevolutionen 1830. Chopin befann sig i Stuttgart under fallet, och förtvivlades över familjens och vännernas öde i Warszawa. Detta influerade förmodligen verket. Verket ingår i ett opus tillägnat Franz Liszt.
| ”                             | Att Chopin, då han var 21 år, hade ett aldrig sviktande, intellektuellt herravälde över harmonilärans tekniska resurser, en klar uppfattning om form och proportioner och en väldig fond av exakt kunskap om vad man kan göra med klaviaturens svarta och vita tangenter. Det medium han valt hade han med c-molletyden fått ett grepp om, som få kompositörer förmår skaffa sig. I förmågan att genomföra sina avsikter till punkt och pricka är han Bachs, Händels, Mozarts och Beethovens jämlike. Om de står över honom - eller hur man nu vill uttrycka det - så beror det på att det konstnärliga material, som de upptäckt och ordnat, är större till omfånget och mer mångskiftande. | „ |
| – Herbet Weinstock om etyden. | |   |